# Parapercis maculata
Parapercis maculata är en fiskart som först beskrevs av Bloch och Schneider, 1801.  Parapercis maculata ingår i släktet Parapercis och familjen Pinguipedidae. Inga underarter finns listade i Catalogue of Life.